# Waginger See
Der Waginger See ist ein See im östlichen Landkreis Traunstein im Rupertiwinkel, der mit dem Tachinger See zusammenhängt. Er ist 6,6 km lang und bis zu 1,8 km breit. Er ist eingebettet in eine Hügellandschaft, die mit Feldern und Wiesen überzogen ist. Der Waginger See bildet zusammen mit dem Tachinger See das gemeindefreie Gebiet Waginger See im Landkreis Traunstein. An das Ufer des Waginger Sees grenzen die Gemeinden Waging am See im Westen und Nordosten, Taching am See im Norden, Kirchanschöring im Osten sowie Petting im Süden. Der See ist Eigentum des Freistaates Bayern, für dessen Verwaltung die Bayerische Verwaltung der staatlichen Schlösser, Gärten und Seen zuständig ist.

## Beschreibung

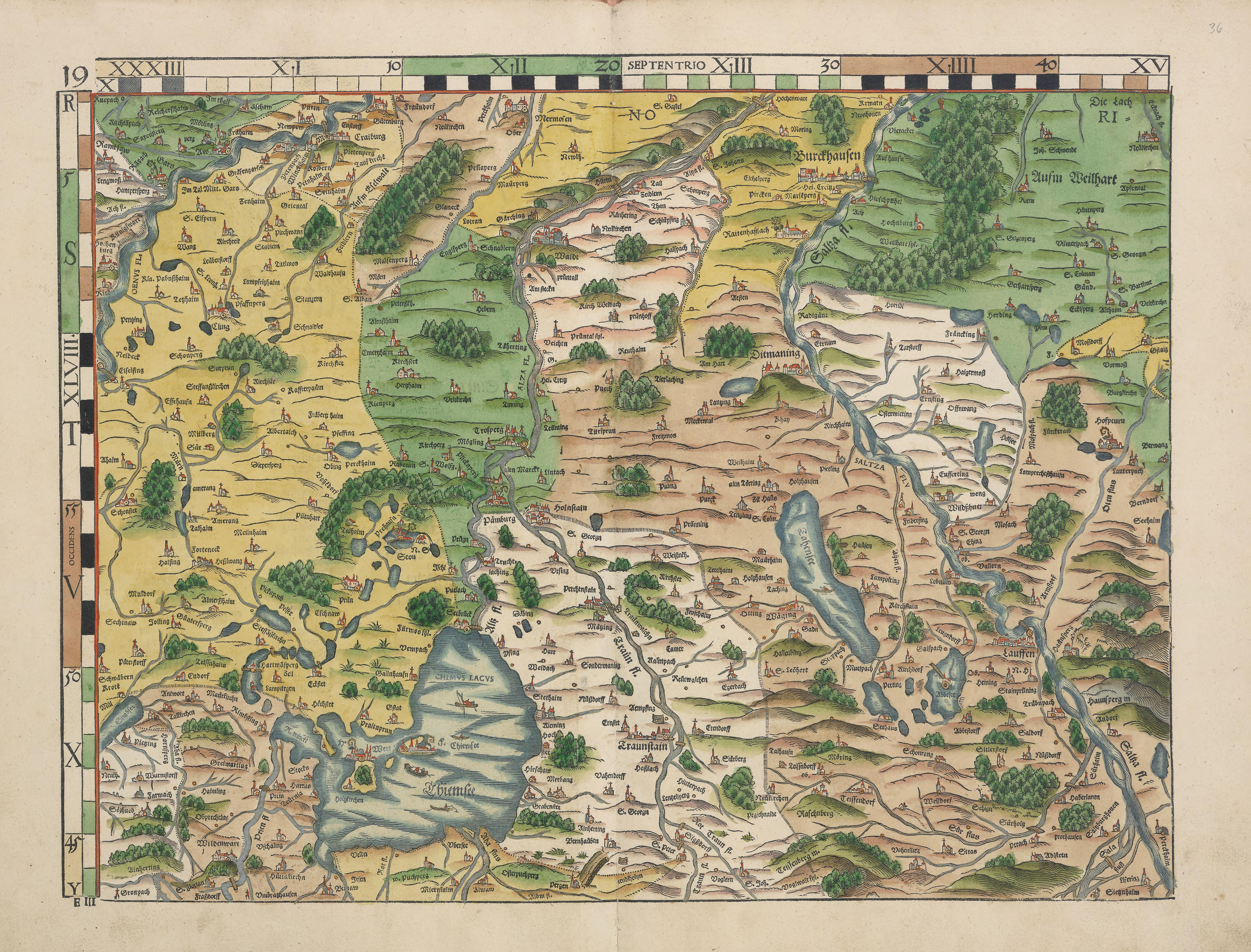
Philipp Apians Landtafel 19 (1568): Der Tahensee ohne sichtbare Einschnürung zwischen Waginger und Tachinger See

Der Waginger See ist vom nördlich gelegenen Tachinger See nur durch eine bei Tettenhausen überbrückte Einschnürung getrennt. Diese Engstelle wird durch eine Halbinsel gebildet, die von Westen in den See reicht und die auf alten Karten als Auerzipfel verzeichnet ist (nach dem nahegelegenen Einödhof Au und früher Auerbauer). Sie wurde im 19. Jahrhundert durch Seeabsenkung (mittels Verlegung und Tieferlegung des Abflusses) und Aufschüttung vom Osten her so weit verengt (von rund 155 auf 20 Meter), dass der Bau einer Brücke ermöglicht wurde. Über die Brücke führt die Kreisstraße TS 26, zugleich die Hauptstraße der Gemeinde Waging, die ab Ostufer (Ortsteil Tettenhausen) örtlich Hauptstraße genannt wird. Auf Philipp Apians Landtafel von 1568 ist der Tahensee (dort Bezeichnung für den Tachinger See und den Waginger See) noch ohne markante Einschnürung eingezeichnet.
Mit Wassertemperaturen von 27 °C im Sommer ist der Waginger See der wärmste See Oberbayerns. Wegen der Trennung an der Engstelle unterscheiden sich der Waginger See vom Tachinger See unter anderem in der Durchschnittstemperatur und im pH-Wert.
Der See friert auch heute noch in strengen Wintern zu. Bis in die 1960er Jahre war das fast alljährlich der Fall. Der Waginger See friert wegen der höheren Durchschnittstemperatur und wohl auch wegen größerer Strömungen einige Tage später zu als der Tachinger See. Nur bei lang andauernden und extrem strengen Winterhochwetterlagen erfolgt dies über die gesamte Breite (zwischen Kühnhausen und Gaden) mit einer tragfähigen Eisdicke.  

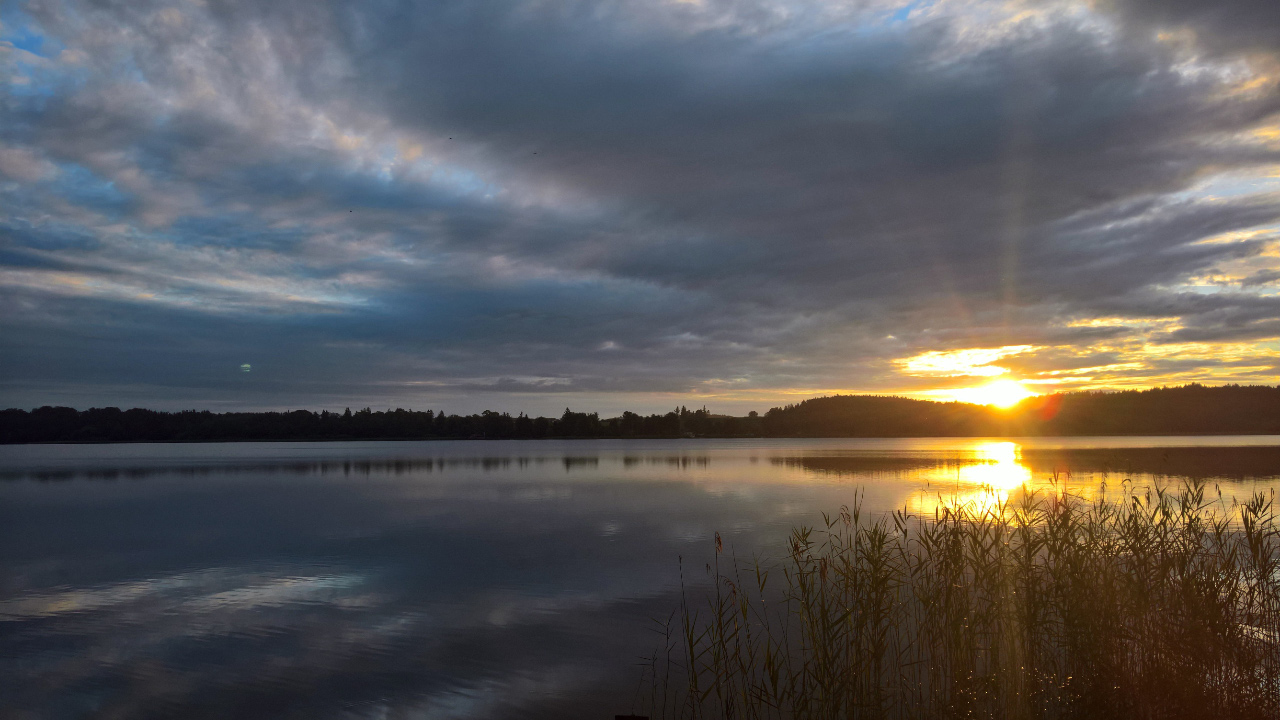
Sonnenaufgang am Waginger See

Gespeist wird der See aus mehreren Bächen. Die größten sind der Schinderbach und der Höllenbach. Diese Zuflüsse liegen, wie auch Zintenbach, Ötzbach und Wiener Graben im Westen. Im Osten ist nur der Laubenbach zu nennen. Außerdem erfolgt Zufluss durch die Engstelle vom Tachinger See, den seinerseits eine Reihe von Bächen speisen. 
Wie viele Alpenrandseen wurde durch Gletscher der letzten Eiszeit das Landschaftsprofil im Zungenbeckenbereich des Salzachgletscher so geformt, dass Waginger und Tachinger See entstehen konnten. Von einem ehemals ausgedehnten Seengebiet der nahen Umgegend, dessen Wasserspiegel um ca. 20 m höher als heute lag, sind neben dem Abtsdorfer See, dem langsam verlandenden Weitsee und dem schon in historischer Zeit verlandeten Schönramer Filz, beide südlich von Petting gelegen, im Rupertiwinkel nur der Tachinger See und Waginger See übriggeblieben.

## Name
Seinen Namen erhielt der See vom heutigen Luftkurort Waging am See. Zur Zeit der Namensgebung war die Bezeichnung „am See“ für den Ort Waging berechtigt, heute ist sie jedoch als historisch zu werten und geographisch irreführend: 1867 wurde der Abfluss des Sees, die dem Südende des Sees bei Petting entströmende und bei Tittmoning in die Salzach mündende Götzinger Achen, tiefergelegt, um Land zu gewinnen, so dass der Seespiegel um ganze zwei Meter sank. Dadurch liegen nun alle Orte außer Tettenhausen, das am östlichen Steilhang an der Engstelle zwischen beiden Seen liegt, vom Seeufer deutlich abgerückt an den umliegenden meist sanft ansteigenden Hängen.

## Fischfauna
Aufgrund der schnellen Erwärmung des Sees ist die Produktivität des Fischbestandes sehr groß, vor allem Hechte, Karpfen, Zander und Aale können hohe Gewichte erreichen. Da die einmündenden Bäche kein kaltes und sauerstoffreiches Wasser führen, kommen Salmoniden wie Bachforellen und Bachsaiblinge im Waginger See kaum vor.  
Großhechte im Waginger See sind wenig standorttreu, da sie sich im Freiwasser auf die Jagd von Renkenschwärmen spezialisiert haben. Neben vielen kleinwüchsigen Flussbarschen, deren Bestände stark verbuttet sind, treten Weißfische wie Brachsen, Döbel, Rotaugen und Rotfedern massenhaft auf. In den zahlreichen Seerosenfeldern und verkrauteten Abschnitten der Uferregion kommen auch Schleien vor, die hauptsächlich in der Morgen- und Abenddämmerung aktiv werden und auf Nahrungssuche gehen. Der Berufsfischer und Inhaber der Waginger Seefischerei Robert Kneidl belieferte selbst Papst Johannes Paul II. mit Karpfen zur Silvesterzeit.

## Seeschwankungen

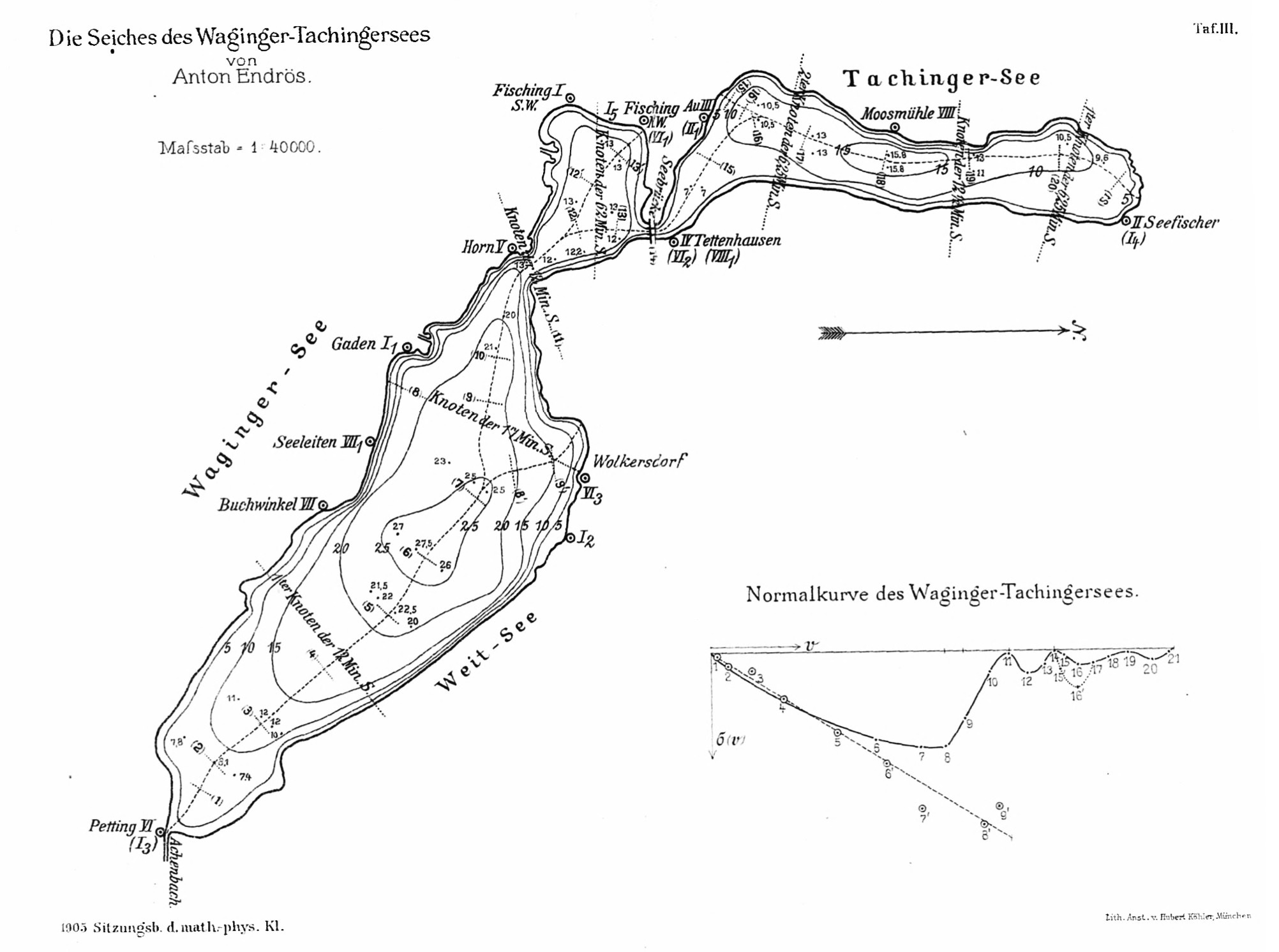
Tiefenkarte von Waginger und Tachinger See mit Knoten div. Seeschwankungen (1905)

Anton Endrös untersuchte 1905 die Seeschwankungen des Waginger und des Tachinger Sees. Er fand dabei über 10 Schwingungen unterschiedlicher Dauer. Die größte Schwankung betrug 75 mm, wobei meist die doppelte Amplitude unter 18 mm blieb. Die längste uninodale Längsschwingung erstreckt sich über beide Seen und weist eine mittlere Dauer von 62 Minuten auf, wobei der Knoten zwischen beiden Seeeinschnürungen liegt. 
Der Waginger See wies eine eigene uninodale Längsschwingung von ca. 17 Minuten mittlerer Dauer sowie eine binodale Schwingung mit ca. 12 Minuten auf. Gefunden wurden auch mehrknotige Schwingungen, alle unter 10 Minuten.